# 戴秉孚
戴秉孚（1919年11月—2015年1月7日），河北省任丘市人，中国人民解放军军事将领。
1939年2月参加八路军，后担任中国人民解放军第66军政治部组织部副部长，后升任66军政治部副主任、陆军第107师政委，中国人民解放军第69军政治部主任、政委等职。2015年去世。